# Questione di Cipro

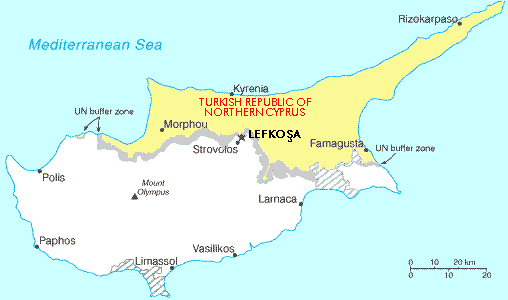
In giallo: area turco-cipriota controllata dalla RTCN, in bianco: area greco-cipriota.

Per questione di Cipro o questione cipriota (in greco το κυπριακό, to kypriakó; in turco Kıbrıs Sorunu) si intende comunemente la situazione di tensione e guerra effettiva venutasi a creare sull'isola di Cipro tra le comunità greco-cipriota (maggioritaria) e quella turco-cipriota (minoritaria) e che si è articolata in varie fasi a partire dal 1963. Allo stato attuale la situazione non è ancora risolta e ha condotto alla spartizione de facto dell'isola tra la Repubblica di Cipro greco-cipriota, riconosciuta internazionalmente e membro dell'Unione europea, e l'autoproclamata Repubblica Turca di Cipro del Nord (RTCN), che occupa il terzo settentrionale dell'isola ed è riconosciuta solamente dalla Turchia.

## Storia

### Origini
Intorno al 1600 a.C. Cipro fu influenzata dalla civiltà micenea, proveniente dalla Grecia. Dopo secoli di dominazione egizia, punica e persiana, l'isola fu conquistata da Alessandro Magno e quindi sottoposta all'ellenistica Dinastia Tolemaica d'Egitto dal 318 a.C. al 58 a.C. Fu poi soggetta alla Repubblica romana e all'Impero Romano, quindi all'Impero Bizantino fino al 1191, salvo un intervallo di dominazione araba musulmana (643-966). Durante il XII secolo, i Cavalieri templari giunsero a possedere tutta l'isola, finché nel 1192 Cipro fu assegnata alla dinastia crociata dei Lusignano, che istituì il Regno di Cipro. Nel febbraio 1489 fu occupata dalla Repubblica di Venezia, e infine tra il settembre 1570 e l'agosto 1571 dall'Impero ottomano, che introdusse la presenza turca sull'isola (i soldati ricevettero la terra a condizione che divenissero residenti stabili).
Nel corso della lotta per l'indipendenza della Grecia, i Greco Ciprioti si mobilitarono per l'unione (enōsis) di Cipro alla loro madrepatria, una mobilitazione rafforzata quando, dopo il Congresso di Berlino, nel 1878 l'isola passò sotto il controllo del Regno Unito, prima come territorio amministrato e nel 1914, allo scoppio della prima guerra mondiale, come colonia, riconosciuta come tale dalla nuova repubblica turca con il Trattato di Losanna del 1923. Da parte integrante di un impero multinazionale e vicino Cipro si trovò quindi sotto il controllo di una potenza coloniale che usava l'isola quasi esclusivamente per la sua posizione strategica a breve distanza dal Medio Oriente e dal Canale di Suez.
Etnicamente, Cipro presentava una popolazione divisa tra una maggioranza di lingua greca e religione cristiano-ortodossa in larga parte autoctona, e una minoranza di lingua turca e religione musulmana erede delle diverse ondate di dominatori e di convertiti per convenienza a seguito della conquista ottomana del 1571. Le due comunità (note come greco-cipriota e turco-cipriota) erano sparse sul territorio e generalmente i villaggi erano abitati da una o l'altra, con alcuni villaggi misti; nella capitale Nicosia vi erano quartieri "greci" e quartieri "turchi". Per garantirsi il controllo dell'isola, a cui non era garantita nessuna forma di autogoverno, la corona britannica adottò costantemente una politica di divide et impera tra le due comunità.
La lotta per l'unione alla Grecia fu sospesa durante la seconda guerra mondiale. Nel 1946 il governo britannico annunciò le sue intenzioni di invitare i ciprioti a formare un'Assemblea Consultiva che discutesse una nuova costituzione e in segno di buona volontà consentì il ritorno degli esiliati in seguito ai moti del 1931. Tuttavia, contrariamente alle attese, i greco ciprioti, in particolare la Chiesa ortodossa di Cipro e le gerarchie militari formatesi durante la seconda guerra mondiale, si opposero in quanto l'enosis non era in alcun modo citata. La persistente separazione tra le due comunità etnico-religiose fu nei fatti uno strumento degli inglesi per mantenere il controllo indiretto di Cipro.
In aggiunta al rifiuto dell'indipendenza e dell'unione alla Grecia, una delle principali preoccupazioni dei britannici era anche impedire che salisse al potere il partito comunista AKEL, di stretta osservanza stalinista e filo-sovietica (nel dopoguerra in Grecia aveva avuto luogo una guerra civile) e anch'esso unionista.

### Indipendenza
Quando si avviarono i processi di decolonizzazione, cominciò la richiesta di indipendenza dell'isola.
Nel 1950, Michael Mouskos (Makarios), vescovo di Kition (Larnaca), fu elevato al rango di Arcivescovo Makarios III di Cipro della chiesa greco-ortodossa e nel suo discorso inaugurale proclamò suo obiettivo l'unione con la "madre Grecia". Nel 1950 fu organizzato un referendum sull'enosis con la Grecia, ma non si prevedeva che il risultato sarebbe stato approvato dagli inglesi. Nel luglio 1951 il colonnello George Grivas, nativo dell'isola, visitò Cipro con l'intenzione di preparare la lotta armata. Il conflitto fra Grivas e Makarios non verteva sul fine ma sui metodi (armati o politici) e sulle personali ambizioni di guida del processo.
Nell'agosto 1954, su istruzioni del proprio governo, il rappresentante della Grecia presso le Nazioni Unite richiese formalmente che il tema dell'autodeterminazione del popolo di Cipro fosse incluso nell'agenda della successiva sessione dell'Assemblea generale. La Turchia e il Regno Unito si opposero all'idea dell'unione fra Cipro e la Grecia, quest'ultimo anche minacciando la pena di cinque anni di carcere per i sostenitori dell'enosis. In dicembre l'Assemblea Generale dell'ONU decise di "non considerare ulteriormente il problema per il momento, poiché non sembra appropriato adottare una risoluzione sulla questione di Cipro." La reazione a Cipro comportò i peggiori disordini dal 1931.
Nel gennaio 1955, Grivas fondò l'Organizzazione Nazionale dei Combattenti Ciprioti (Ethniki Organosis Kyprion Agoniston – EOKA) che il 1º aprile 1955 avviò una campagna militare-terroristica anti-britannica che fece un centinaio di vittime. L'Arcivescovo Makarios era visto come uno dei principali simpatizzanti della causa degli insorti, se non addirittura il vero capo politico. Per questo motivo gli inglesi nel 1956 lo deportarono alle Seychelles non facendo altro che aumentare il suo status agli occhi della popolazione greco-cipriota.
Gran parte dei membri dell'EOKA e lo stesso Makarios vedevano però l'autodeterminazione e l'indipendenza come un passo intermedio per giungere all'unione (o enōsis) con la Grecia. Quest'aspirazione era malvista dalla comunità turco-cipriota, che preferiva di gran lunga essere forte minoranza in una colonia britannica che piccola minoranza all'interno del più vasto stato greco. In pratica la comunità turco-cipriota fu neutrale nello scontro tra l'EOKA e il governo britannico, ma i greco-ciprioti lasciarono la polizia per non essere attaccati come collaborazionisti e poliziotti turco-ciprioti furono spesso usati in funzione anti-insorti esacerbando le relazioni tra le due comunità. Il governo turco indicò esplicitamente a quello britannico che non desiderava cambiamenti nello status quo di Cipro, e in qual caso la soluzione da adottare sarebbe stata il ritorno dell'isola alla Turchia.
EOKA però, spalleggiata dalla popolazione e conoscitrice del territorio, si rivelò più forte della repressione britannica, e giocò anche un ruolo nel ritardare i preparativi per l'attacco all'Egitto che avrebbe dovuto partire proprio da Cipro in risposta alla nazionalizzazione del Canale di Suez nel 1956. Dopo la crisi di Suez del 1956 il Regno Unito si rassegnò a perdere gran parte della propria influenza nel Medio Oriente, ma non avrebbe mai lasciato le proprie basi militari sull'isola.
Nel 1957 anche l'Organizzazione di Resistenza Turca (Türk Mukavemet Teskilati - TMT) entrò in azione. Contemporaneamente, i turco ciprioti individuarono la risposta politica all'enosis nella separazione (taksim) fra le due comunità: il Partito Nazionale Turco, al tempo guidato da Fazıl Küçük, adottò questa posizione.
Ormai sull'orlo della guerra civile, nel dicembre 1958 rappresentanti di Grecia e Turchia, le "madrepatrie" avviarono colloqui diretti sulla questione cipriota, nei quali per la prima volta fu discussa l'idea di una Cipro indipendente (né enosis né taksim). Colloqui successivi con il Regno Unito produssero un accordo di compromesso sull'indipendenza della repubblica di Cipro. Seguì, a Londra, una fase di colloqui che inclusero rappresentanti dei greco-ciprioti (arcivescovo Makarios) e dei turco-ciprioti (Küçük).
L'indipendenza fu alla fine ottenuta con il Trattato di Zurigo del 19 febbraio 1959 e fu effettiva il 15 agosto 1960. In aggiunta al trattato di istituzione, un Trattato di Alleanza e un Trattato di Garanzia incardinavano il futuro della Repubblica a quello delle potenze protettrici Regno Unito, Grecia e Turchia. Senza il loro consenso, non sarebbe stato possibile riformare la Costituzione o cambiare la natura dello stato, e non sarebbe stata possibile la énosis. Nel 1961 la Repubblica di Cipro entrò nel Commonwealth.
Preoccupazione della Turchia era evitare un altro caso come quello dell'isola di Creta, che dopo aver ottenuto l'indipendenza dall'Impero Ottomano nel 1898 si unì alla Grecia, mentre per il Regno Unito (spalleggiato dagli Stati Uniti d'America) il punto più importante fu mantenere il controllo sovrano su due vaste basi militari sull'isola, Akrotiri e Dhekelia (256 km² in tutto), rispettivamente vicine a Larnaca e a Limassol, in funzione di controllo sul Vicino Oriente e il confine meridionale dell'Unione Sovietica. In aggiunta, il Monte Olimpo e i principali capi dell'isola furono assegnati ad uso militare di spionaggio e punteggiati di antenne anglo-americane.
La maggior parte dei ciprioti approvò la soluzione trovata, anche se una parte dei militanti dell'EOKA protestò per la rinuncia all'enosis e una parte dei militanti della TMT protestò per la rinuncia alla taksim.

### I disordini intercomunitari del 1963-1964
Il giovane stato unitario cipriota si trovò ben presto paralizzato dai veti incrociati tra le due comunità: infatti secondo la Costituzione a un presidente greco-cipriota, capo di Stato e di governo, era affiancato un vicepresidente turco-cipriota con diritto di veto. Il Governo era formato da sette ministri greco-ciprioti e tre turco-ciprioti, e il Parlamento monocamerale era diviso tra 35 membri greco-ciprioti e 15 turco-ciprioti, con elezioni separate e necessità di avere la maggioranza su ogni disegno di legge all'interno di entrambi i gruppi.
In pratica un sistema di questo tipo poteva funzionare se si fosse messa in campo un'alleanza di programma tra le due comunità, ma la relazione tra Makarios, eletto presidente, e il vicepresidente Fazıl Küçük non si sviluppò mai. Molti dei ministri scelti da Makarios erano inoltre collegati direttamente o indirettamente a EOKA, tra cui Tassos Papadopoulos, ex-presidente della Repubblica, e Polykarpos Gheorgadis, nominato Ministro dell'Interno dopo essere stato comandante di una pattuglia guerrigliera in montagna. I primi tre anni della Repubblica passarono in una serie di veti incrociati, per cui non fu possibile approvare le leggi attuative per consentire la presenza mista (70% contro 30%) di greco-ciprioti e turco-ciprioti nella pubblica amministrazione, polizia compresa, e neppure leggi fiscali. Data l'impossibilità di costituire l'esercito misto previsto dalla Costituzione, varie milizie etniche prosperarono.
Il 30 novembre 1963 Makarios propose una serie di 13 modifiche costituzionali destinate secondo i greco-ciprioti a far funzionare meglio lo stato ed invece parte, secondo i critici, di un progetto noto come piano Akritas destinato a rimettere le strutture della Repubblica completamente in mani greche, in particolare abolendo i diritti di veto ai vari livelli, per poi poter procedere ad un referendum sull'énosis. Il governo di Ankara dichiarò di essere contrario, per risposta il 21 dicembre Makarios ripudiò il Trattato di Garanzia. Scontri armati tra le due comunità si protrassero fino al 27 dicembre lasciando diversi morti sul terreno, fughe di civili dai villaggi misti e il rischio concreto di un intervento dell'esercito turco, e furono sedati solo dal dispiegamento di una forza trinazionale (britannica, turca e greca) tra le due fazioni.
Il 4 marzo 1964 le Nazioni Unite autorizzarono l'invio di caschi blu per sostituire la forza di interposizione anglo-turco-greca con l'operazione UNFICYP (United Nations Peacekeeping Force in Cyprus) con un mandato semestrale da allora sempre rinnovato. Ciononostante i disordini continuarono per buona parte del 1964 avvicinandosi spesso a una guerra vera e propria, impedendo la normalizzazione delle istituzioni della Repubblica che non torneranno mai più a funzionare in maniera unitaria. È stato riportato (p.es. in O'Malley, Craig) che durante la crisi l'esercito turco era costantemente pronto all'invasione di Cipro per proteggere la propria comunità.
Nell'estate 1964 i disordini raggiunsero un livello da guerra aperta, anche a causa del ritorno a Cipro del comandante di EOKA George Grivas, che prese il controllo della Guardia Nazionale greco-cipriota rispondendo solo al governo greco e non al presidente Makarios: il 6 agosto la Guardia Nazionale sferrò un vero e proprio attacco militare in piena regola contro la testa di ponte di Kokkina dove si erano concentrate le milizie turco-cipriote, e dopo tre giorni di combattimenti la Turchia rispose con l'invio dell'aviazione militare che bombardò a tappeto le postazioni della Guardia Nazionale e i villaggi greco-ciprioti del circondario.
A questo punto i greco-ciprioti cominciarono a chiedere modifiche in senso maggioritario della Costituzione, con garanzie per la minoranza, mentre all'interno della comunità turco-cipriota si fece strada l'idea della spartizione fisica tra le due comunità (taksim), un piano che trovò estimatori anche in Gran Bretagna e negli Stati Uniti.
Negli anni successivi al 1964 i turco-ciprioti diventarono a tutti gli effetti cittadini "di serie B", con la speranza da parte di Makarios che un'emigrazione riducesse i problemi della minoranza.

### La giunta greca contro Makarios
Nel 1967 una giunta militare detta dei colonnelli prese il potere in Grecia. Da un lato, questa giunta aveva a cuore le ragioni della énosis con Cipro, dall'altra i loro principali sponsor politici (gli Stati Uniti e la CIA) avevano molte riserve sulla direzione che stava prendendo Makarios che svolgeva un ruolo di primo piano nel Movimento dei Non-Allineati e secondo settori dell'amministrazione americana voleva fare "una Cuba nel Mediterraneo". La nuova giunta greca era amica soprattutto di Grivas, di nuovo a Cipro con il ruolo di comandante della Guardia Nazionale, e ancora una volta si rischiò una escalation tra Grecia e Turchia che si risolse all'ultimo momento.
Dopo l'elezione di Richard Nixon come presidente degli Stati d'Uniti nel 1968 il desiderio di eliminare Makarios era in continua crescita, tanto più che il presidente cipriota era apparentemente implicato in un tentativo di contro-colpo di Stato in Grecia per deporre la giunta militare dei colonnelli, e che nel 1969 Cipro fu uno dei pochi paesi a non troncare i legami commerciali con il Nord Vietnam come richiesto da Washington.
L'amministrazione di Nixon, e in particolare il vicepresidente Spiro Agnew (di origine greca) intrattenevano comunque rapporti molto stretti con la giunta di Atene e nel settembre 1970 l'embargo alla fornitura di armi alla Grecia fu sospeso. Al contrario Makarios si era deciso a non procedere ad alcun tipo di énosis con una nazione governata da un regime dittatoriale, e questa intransigenza, unita alla paura americana che Cipro diventasse "comunista", diede l'avvio ai tentativi di eliminazione fisica dell'Arcivescovo.
Un primo attentato fu compiuto l'8 marzo 1970, ma Makarios uscì illeso dallo schianto del suo elicottero, e successivi piani sembrarono apparire regolarmente ogni pochi mesi. Grivas aveva fondato una nuova organizzazione, EOKA-B (ovvero EOKA seconda) con lo scopo di "finire il lavoro", e cominciò a seminare terrore con l'esplosione di bombe anche contro la casa del Ministro degli Interni. Nel frattempo, Makarios cominciava ad avere opposizione anche da parte di quei vescovi più vicini alla destra favorevole alla énosis che ne chiedevano le dimissioni (oltre che finanziare EOKA-B).

### Colpo di Stato greco ed invasione turca
Nel novembre 1973 salì al potere della giunta militare greca il Brigadiere Dimitrios Ioannides, su posizioni ancora meno tolleranti verso la Turchia, tanto che nell'estate 1974 ancora una volta sembrò sul punto di scoppiare una nuova guerra tra le due nazioni (in teoria alleate nella NATO). A Cipro la presenza della giunta greca si faceva sentire in particolare con il ruolo della Guardia Nazionale, i cui ufficiali erano nominati da Atene: il 2 luglio Makarios rese pubblica una lettera aperta in cui denunciava le manovre dei colonnelli greci per minare la sua autorità utilizzando la Guardia Nazionale ed EOKA-B.
La mattina del 15 luglio un colpo di Stato militare greco in piena regola si sviluppò con l'assalto da parte della Guardia Nazionale al palazzo presidenziale, che ne prese il controllo dopo poche ore di combattimento: fu dato l'annuncio della morte di Makarios, che invece riuscì a mettersi in salvo e a riparare a Pafo e da lì a Londra, mentre le forze leali al presidente continuarono la resistenza per alcuni giorni. Lo scopo di questo "golpe" era l'annessione dell'intera isola di Cipro alla Grecia (Enosis). Venne insediato come Presidente Nikos Sampson (noto per le sue azioni contro i Turco-Ciprioti). Il 20 luglio la Turchia, dopo consultazioni con l'Inghilterra, intervenne militarmente, ufficialmente in soccorso della comunità turco-cipriota, e nell'esercizio della garanzia riconosciutale dai Trattati (Inghilterra, Grecia e Turchia erano state nominate garanti dell'indipendenza dell'Isola di Cipro secondo i Trattati di Zurigo e Londra - 1959/1960). In pratica, con l'invasione (denominata Operazione Attila) che si materializzò con uno sbarco sulla spiaggia di Kyrenia e il lancio di paracadutisti sulle montagne intorno a Nicosia, la Turchia mirava ad un'occupazione militare dell'isola. L'esercito turco, alla fine dell'invasione, occupò circa un terzo dell'intero territorio e allontanò circa centottanta mila residenti greco-ciprioti verso il sud. Non si hanno notizie certe sul numero di caduti a seguito di questa operazione militare. Le autorità cipriote denunciarono la morte di circa 300 uomini della Guardia Nazionale cipriota, catturati dall'esercito turco dopo lo sbarco e uccisi.

### Riunificazione, il programma di Annan e l'entrata nella UE
I risultati delle trattative iniziali fra i lati greco e turco hanno provocato un vasto accordo in linea di principio a una riunificazione come federazione bi-camerale e bi-zonale, con il territorio assegnato alle comunità greche e turche all'interno di un'isola unita. Tuttavia, l'accordo non è stato raggiunto mai sui particolari più fini e i due lati sono giunti a un punto morto sui seguenti punti, tra gli altri:
- Il lato greco:
  - ha sostenuto fermamente il ritorno dei rifugiati da entrambi i lati alle proprietà sgomberate nello spostamento del 1974, basandosi sia sulle risoluzioni dell'ONU che sulle decisioni della corte europea dei diritti dell'uomo;
  - ha avversato tutte le proposte che non tenessero conto del rimpatrio dei turchi che erano emigrati dal continente a Cipro dal 1974;
  - ha sostenuto un'amministrazione centrale più forte;
- Il lato turco:
  - ha favorito un'amministrazione centrale debole che presiedesse due stati sovrani in associazione volontaria, eredità dei timori iniziali di dominazione da parte dei ciprioti greci (in maggioranza);
  - si è opposto a programmi di demilitarizzazione, citando preoccupazioni di sicurezza.

Le continue difficoltà nell'individuazione di un accordo hanno presentato un ostacolo potenziale all'entrata di Cipro nell'Unione europea, a cui il governo si era applicato dal 1997. Colloqui patrocinati dall'ONU fra i capi greci e turchi, Glafkos Klerides e Rauf Denktaş, sono continuati intensivamente nel 2002, ma senza risoluzione. Nel dicembre 2002, l'UE ha invitato formalmente Cipro ad associarsi dal 2004, insistendo che la partecipazione alla UE si sarebbe applicata all'isola intera, sperando che ciò fornisse un incentivo significativo per la riunificazione. Tuttavia, nelle settimane prima della scadenza fissata dall'ONU, Klerides è stato sconfitto nelle elezioni presidenziali dal candidato del centro Tassos Papadopoulos. Papadopoulos aveva una reputazione come intransigente sulla riunificazione e ha basato la sua posizione sul diritto internazionale e sui diritti dell'uomo. Entro metà marzo, l'ONU ha dichiarato il fallimento dei colloqui.
Un piano delle Nazioni Unite promosso dal segretario generale Kofi Annan, basato sui progressi realizzati durante i colloqui in Svizzera, è stato sottoposto a entrambi i lati in referendum separati il 24 aprile 2004: alla fine il lato greco ha rifiutato in modo schiacciante il programma di Annan mentre il lato turco ha votato in favore. La motivazione preponderante contro l'unificazione addotta da parte del lato greco è stata che il programma di Annan non prevedeva il ritorno di tutti i rifugiati greco-ciprioti nelle loro case né il rinvio in Turchia di tutti i coloni turchi né il ritiro di tutte le truppe turche di occupazione e nemmeno la smilitarizzazione dell'isola. Nel valutare il risultato è anche interessante notare che, mentre ai coloni turchi (che compongono la maggior parte degli abitanti del nord occupato) è stato permesso votare, i rifugiati fuggiti da Cipro non hanno avuto diritto di votare in un referendum che infine avrebbe determinato il loro futuro (il loro diritto di ritornare in possesso delle loro proprietà). Nel maggio 2004, Cipro è entrata nell'UE, anche se in pratica ciò si applica soltanto alla parte del sud dell'isola. Nel riconoscimento del sostegno della comunità cipriota turca alla riunificazione, l'UE aveva indicato chiaramente che concessioni commerciali sarebbero state raggiunte per stimolare lo sviluppo economico nel nord e che sarebbe rimasto l'impegno a una riunificazione in termini accettabili.
Il referendum per l'unificazione dell'isola ha conseguito i seguenti risultati:
|                                      | Sì     | No     | Affluenza |
| ------------------------------------ | ------ | ------ | --------- |
| RTCN (turco-ciprioti)                | 64,90% | 35,09% | 87%       |
| Repubblica di Cipro (greco-ciprioti) | 24,17% | 75,83% | 88%       |

#### L'assetto istituzionale previsto dalPiano Annan
In base a quanto previsto dal Piano Annan, la Repubblica Unita di Cipro avrebbe adottato bandiera e inno nazionale unici e sarebbe stata retta da un governo federale composto da due stati costituenti; un senato federale composto da 24 turco-ciprioti e 24 greco-ciprioti avrebbe costituito l'assemblea legislativa comune. Il Presidente avrebbe dovuto essere greco mentre il vicepresidente turco.